# ویلو اسپرینگز (ایلینوی)
ویلو اسپرینگز (به انگلیسی: Willow Springs) یک روستا در ایالات متحده آمریکا است که در ایلینوی واقع شده‌است. ویلو اسپرینگز ۱۰٫۸۸ کیلومتر مربع مساحت و ۵٬۵۲۴ نفر جمعیت دارد و ۱۸۱٫۰۵ متر بالاتر از سطح دریا واقع شده‌است.